# Línea 50 (Buenos Aires)
La línea 50 es una línea de colectivos de Buenos Aires. Une San Nicolás con Parque Patricios, Flores y Mataderos.
La misma es operada por NUDO S.A., quien también controla las líneas 107, 150 y anteriormente la 6, pertenece a la sociedad entre las empresas Nuevos Rumbos y Grupo DOTA. 
Desde mayo de 2025, se fusionó con la ex línea 6, anexando el recorrido y uniendo San Nicolas extendiendo hasta Avenida Eva Perón y Colectora este Avenida General Paz, ubicado en el barrio porteño de Mataderos.

## Recorridos

### Recorrido A: Playa Subterránea Correo Central (Por Hospital Piñero) - Avenida Eva Perón y Colectora este Avenida General Paz
- IDA: Desde la playa subterránea Correo Central por Teniente General Juan Domingo Perón, Avenida Leandro Nicéforo Alem, Avenida Rivadavia, Avenida Presidente Roque Sáenz Peña, Sarmiento, Rodríguez Peña, Avenida Rivadavia, Calzada circular de la Plaza de los Congresos, Hipólito Yrigoyen, Solís, Avenida Juan de Garay, Combate de los Pozos, Avenida Brasil, 24 de Noviembre, Avenida Caseros, Avenida Cobo, Avenida Corea, Avenida Carabobo, Santander, Avenida Varela, Avenida Eva Perón, Avenida Olivera, Primera Junta, Avenida Escalada, Colectora Oeste Avenida Teniente General Luis J. Dellepiane, Avenida Castañares, Avenida Piedrabuena, 2 de abril de 1982, Montiel, Zuviría, Avenida Piedrabuena, Avenida Eva Perón hasta colectora este Avenida General Paz.

- REGRESO: Desde Avenida Eva Perón y Saladillo por avenida Eva Perón, Avenida Piedrabuena, Zuviría, Montiel, 2 de abril de 1982, Avenida Piedrabuena, Avenida Castañares, Avenida Argentina, Rotonda Avenida Argentina, Colectora este Avenida Teniente General Luis J. Dellepiane, Avenida Castañares, Avenida Escalada, Rotonda Avenida Escalada, Avenida Escalada, Avenida Eva Perón, Avenida Varela, Avelino Díaz, Thorne, Avenida Curapaligüe, Avenida Cobo, Avenida Caseros, La Rioja, Avenida Brasil (Metrobús Sur), Avenida Brasil avenida Entre Ríos, Avenida Callao, Avenida Corrientes, Avenida Eduardo Madero, Teniente General Juan Domingo Perón, Ingreso a la playa subterránea Correo Central.

### Recorrido B: Hospital Garrahan (Por Terminal Dellepiane) - Avenida Eva Perón y Colectora este Avenida General Paz
- IDA: Desde 15 de noviembre entre Pasco y Pichincha, por 15 de noviembre, Matheu, Avenida Brasil (Metrobús Sur de Avenida Brasil), 24 de noviembre, Avenida Caseros, Avenida Cobo, Avenida Corea, Avenida Carabobo, Santander, Avenida Varela, Avenida Eva Perón, Avenida Lafuente, Crisóstomo Álvarez, Avenida Mariano Acosta, Ingreso a Terminal Dellepiane, Calle interna sector paradores para colectivos Terminal Dellepiane, Egreso de Terminal Dellepiane hacia avenida Perito Moreno, Avenida Perito Moreno, Zuviría, Avenida Mariano Acosta, Avenida Eva Perón, Avenida Olivera, Primera Junta, Avenida Escalada, Colectora oeste avenida Teniente General Luis J. Dellepiane, Avenida Castañares, Avenida Piedrabuena, 2 de abril de 1982, Montiel, Zuviría, Avenida Piedrabuena, Avenida Eva Perón hasta colectora este avenida General Paz.

- REGRESO: Desde avenida Eva Perón y Saladillo, Por avenida Eva Perón, Avenida Piedrabuena, Zuviría, Montiel, 2 de abril de 1982, Avenida Piedrabuena, Avenida Castañares, Avenida Argentina, Rotonda avenida Argentina, Colectora este avenida teniente General Luis J. Dellepiane, Avenida Castañares, Avenida Escalada, Rotonda avenida Escalada, Avenida Escalada, Avenida Eva Perón, Avenida Lacarra, Colectora este avenida Teniente General Luis J. Dellepiane, Avenida Perito Moreno, Ingreso a Terminal Dellepiane, Calle interna sector paradores para colectivos Terminal Dellepiane, Egreso de Terminal Dellepiane hacia avenida Perito Moreno, Avenida Perito Moreno, Zuviría, Avenida Lafuente, Avenida Eva Perón, Avenida Varela, Avelino Díaz, Thorne, Avenida Curapaligüe, Avenida Cobo, Avenida Caseros, La Rioja, Avenida Brasil (Metrobús Sur), Avenida Brasil, Avenida Entre Ríos, 15 de noviembre, Hasta 15 de noviembre entre Pasco y Pichincha.

### Recorrido C: Playa Subterránea Correo Central (Villa Soldati) – Avenida Eva Perón y Colectora Este Avenida General Paz (EX LÍNEA 6)
- IDA: Desde la playa subterránea Correo Central, Por Teniente General Juan Domingo Perón, Avenida Leandro Nicéforo Alem, Avenida Rivadavia, Avenida Presidente Roque Sáenz Peña, Sarmiento, Rodríguez Peña, Avenida Rivadavia, Calzada circular de la Plaza de los Congresos, Hipólito Yrigoyen, Solís, Avenida Juan de Garay, Combate de los Pozos, Avenida Brasil, 24 de noviembre, Avenida Caseros, Raulet, Avenida Sáenz, Esquiú, Tabaré, Carlos Berg, Carlos María Ramírez, Avenida Varela, Avenida Intendente Francisco Rabanal, Castañon, Francisco Pizarro, Corrales, Avenida Mariano Acosta, Itaquí, José Martí, Avenida General Francisco Fernández de la Cruz, Avenida Mariano Acosta, Avenida Perito Moreno,  Colectora Oeste Avenida Teniente General Luis J. Dellepiane, Avenida Lacarra, Santander, Mozart, Saraza,  Avenida Escalada, Colectora Oeste Avenida Teniente General Luis J. Dellepiane, Avenida Piedrabuena, 2 de abril de 1982, Montiel, Zuviria, Avenida Piedrabuena Avenida Eva Peron, hasta colectora este avenida General Paz.

- REGRESO: Desde Avenida Eva Peron y Saladillo Por Avenida Eva Peron, Avenida Piedrabuena, Zuviria, Montiel, 2 de abril de 1982, Avenida Piedrabuena Avenida Castañares, Avenida Argentina, Rotonda Avenida Argentina, Colectora este avenida teniente General Luis J. Dellepiane, Avenida Castañares, Avenida Escalada, Saraza, Mozart, Santander, Fernandez, Colectora este Avenida Teniente General Luis J. Dellepiane, Avenida Perito Moreno, Avenida Mariano Acosta, José Barros Pazos, Martínez Castro, Avenida General Francisco Fernández de la Cruz, San Pedrito, General Fructuoso Rivera, Portela, Corrales, Avenida Mariano Acosta, Tabaré, San Pedrito, Cóndor, Avenida del Barco Centenera, Esquiú, Avenida Sáenz, Avenida Almafuerte, Avenida Caseros, La Rioja, Avenida Brasil (Metrobús Sur), Avenida Brasil, Avenida Entre Ríos, Avenida Callao, Avenida Corrientes, Avenida Eduardo Madero, Teniente General Juan Domingo Perón, Ingreso a la playa subterránea Correo Central.